# Hiroki Jamada
Hiroki Jamada (japonsko 山田 大記), japonski nogometaš, * 27. december 1988.
Za japonsko reprezentanco je odigral dve uradni tekmi.